# Vámoscsalád
Vámoscsalád község Vas vármegyében, a Sárvári járásban.

## Fekvése
A Kisalföld déli részén helyezkedik el, a Répce jobb parti oldalán.
A közvetlenül határos települések: észak felől Répceszemere, északkelet felől Répcelak, kelet felől Nick, dél felől Uraiújfalu, délnyugat felől Vasegerszeg, nyugat felől Nagygeresd, északnyugat felől pedig Csáfordjánosfa.

### Megközelítése
Legfontosabb közúti megközelítési útvonala a 86-os főút, amely végighalad a belterületén, azon érhető el Szombathely, illetve Csorna-Répcelak felől is. Déli szomszédjával, Uraiújfaluval a 8449-es út köti össze.
A hazai vasútvonalak közül a Hegyeshalom–Porpác-vasútvonal érinti, melynek egy megállási pontja van itt; Vámoscsalád megállóhely a belterület délnyugati szélén helyezkedik el, a 8449-es út vasúti keresztezése mellett.

## Története
Vámoscsaládot 1221-ben említi először oklevél. Nevét a Répce hídjához kapcsolódó vámszedőhelyről kapta. A falu az 1400-as években a Kanizsai, az 1500-as évektől a Nádasdy család birtoka, később - házasság révén - a Bezerédj család tulajdonába kerül. Középkori temploma mai falutól délre lévő temetőben állt. A falu mai temploma a 18. század végén épült. A szentélyében látható falképet Przudzik József festette 1985-ben.
Címere
Hasítással és vágással négy mezőre osztott csücskös talpú pajzs első (vörös) mezejében a ragyogó nap, mely az életadó isten és a világosság szimbóluma is, a második (kék) mezőben balra forduló, nyugvó oroszlán az ősi Bezerédj-jelkép mellett az erő szimbóluma is, a harmadik (kék) mezőben a két hársfa között egytornyos templom áll, a negyedik (vörös) mezőben pásztorbotot tartó Szent Márton püspök látszik, az egyházközség védőszentje.

## Közélete

### Polgármesterei
- 1990–1994: Fülöp Imre (független)[5]
- 1994–1998: Biczó Antal (független)[6]
- 1998–2002: Biczó Antal (független)[7]
- 2003–2006: Németh Imre (független)[8]
- 2006–2010: Németh Imre (független)[9]
- 2010–2014: Németh Imre (független)[10]
- 2014–2019: Németh Imre (független)[11]
- 2019–2024: Biczó Endre (független)[12]
- 2024– : Biczó Endre (független)[1]

A településen a 2002. október 20-án megtartott önkormányzati választás után, a polgármester-választás tekintetében nem lehetett eredményt hirdetni, mert szavazategyenlőség alakult ki az első helyen. Aznap a 307 szavazásra jogosult lakos közül 216 fő járult az urnákhoz, nyolcuk érvénytelen szavazatot adott le, az érvényes szavazatokból pedig egyaránt 66-66 esett a négy független jelölt közül kettőre, Biczó Antal addigi polgármesterre és egyik kihívójára, Németh Imrére (31,73 %–31,73 %). Az emiatt szükségessé vált időközi polgármester-választást 2003. április 27-én tartották meg; ezen már csak a korábbi holtverseny két részese indult el, ez a helyzet pedig Németh Imrének kedvezett jobban.

## Népesség
A település népességének változása:
| Lakosok száma | 289  | 301  | 281  | 278  | 287  | 270  | 275  |
|               | 2013 | 2014 | 2015 | 2021 | 2022 | 2023 | 2024 |

A 2011-es népszámlálás során a lakosok 95,5%-a magyarnak, 1,7% németnek, 0,3% horvátnak mondta magát (4,5% nem nyilatkozott; a kettős identitások miatt a végösszeg nagyobb lehet 100%-nál). A vallási megoszlás a következő volt: római katolikus 83,2%, református 1,4%, evangélikus 4,9%, felekezet nélküli 1% (8,4% nem nyilatkozott).
2022-ben a lakosság 94,4%-a vallotta magát magyarnak, 2,8% németnek, 0,3% bolgárnak, 2,4% egyéb, nem hazai nemzetiségűnek (3,5% nem nyilatkozott; a kettős identitások miatt a végösszeg nagyobb lehet 100%-nál). Vallásuk szerint 60,3% volt római katolikus, 8,4% evangélikus, 1,7% református, 3,8% felekezeten kívüli (25,4% nem válaszolt).

## Nevezetességei
- Szent Márton római katolikus templom
- Bezerédj kripta a temetőben
- Szent Márton-ösvény[16]

## Külső hivatkozások
- Vámoscsalád hivatalos weblapja
- Vámoscsalád nem hivatalos weblapja
- Vámoscsalád falu és a Szent Márton templom története a Répcelaki Szent István király Plébánia honlapján[halott link]
- Panoramión található képek a környékről
- Vámoscsalád a Via Sancti Martini honlapján
- Szombathelyi Egyházmegye
- Polgármesterek Vas Megyéért Egyesület
- http://www.nemzetijelkepek.hu/onkormanyzat-vamoscsalad.shtml Archiválva 2021. április 10-i dátummal a Wayback Machine-ben